# Condylocarpon pubiflorum
Condylocarpon pubiflorum är en oleanderväxtart som beskrevs av Müll. Arg.. Condylocarpon pubiflorum ingår i släktet Condylocarpon och familjen oleanderväxter. Inga underarter finns listade i Catalogue of Life.